# Jerzy Redlich

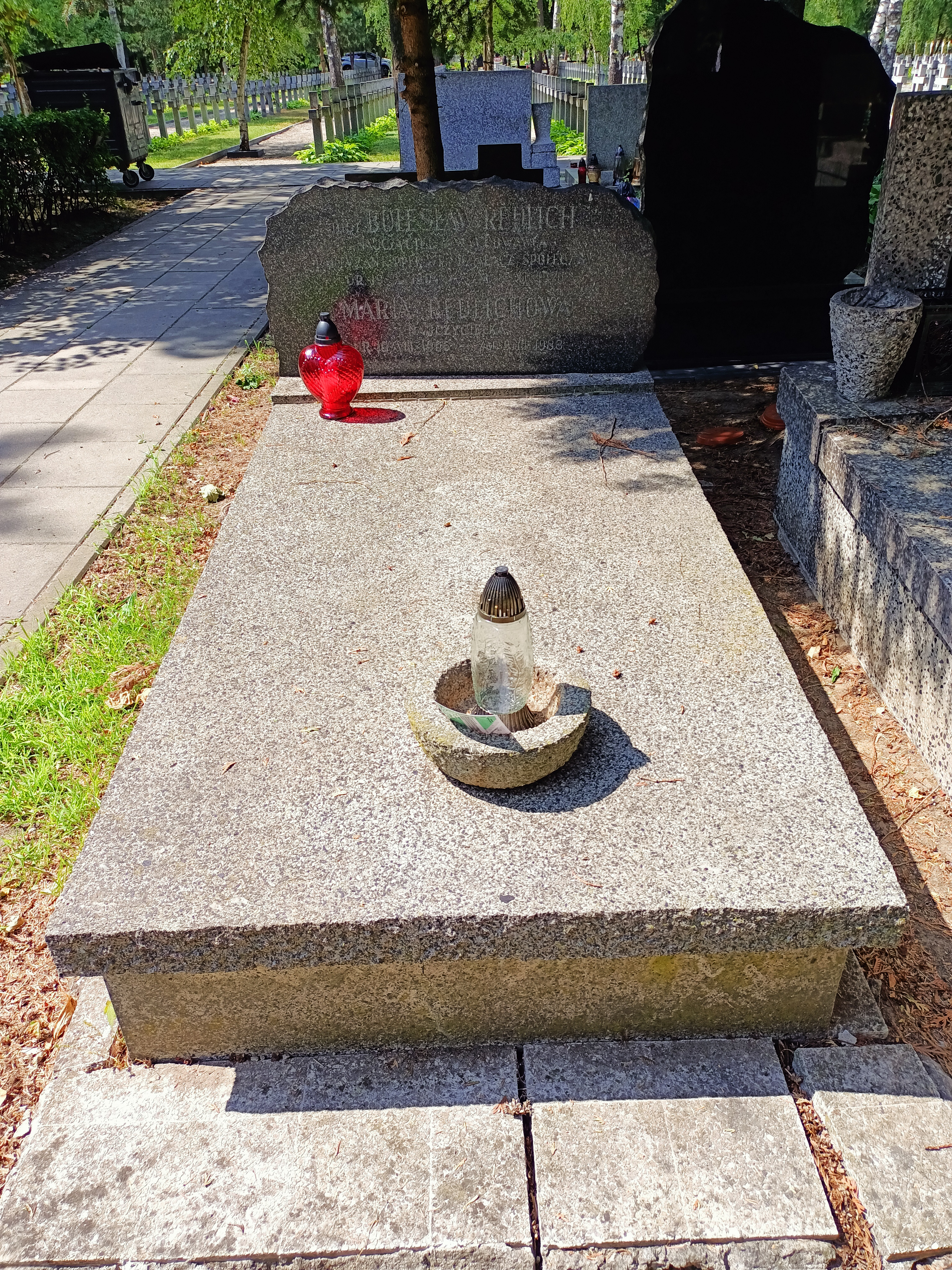
Grób Jerzego Redlicha na Cmentarzu Wojskowym na Powązkach

Jerzy Redlich (ur. 20 kwietnia 1931 w Wieliczce, zm. 5 maja 2023 w Warszawie) – dziennikarz i tłumacz języka rosyjskiego, wieloletni korespondent w Rosji i jeden z twórców kultowych „Listów o gospodarce”.

## Życiorys
Syn Marii z Cisków i Bolesława Redlicha. Urodził się 20 kwietnia 1931 r. w Wieliczce, pochodzi z rodziny nauczycielskiej. Potem przeniósł się do Nowego Sącza, gdzie ojciec został dyrektorem gimnazjum i liceum. Zaczął chodzić do szkoły, ale zaliczył tylko dwie klasy, bo wybuchła wojna. Wraz z matką i siostrą ewakuowali się na wschód, po czym wrócili do Nowego Sącza gdzie skończył szkołę podstawową, a następnie dwie klasy gimnazjalne w tajnym nauczaniu u jezuitów. Po wojnie zdał maturę w Katowicach, gdzie przenieśli się całą rodziną.
W 1950 udał się na studia do ZSRR. W 1955 ukończył studia na wydziale ekonomii politycznej Uniwersytetu w Leningradzie (obecnie Petersburg). Po powrocie ze studiów pracował w „Życiu Warszawy” jako dziennikarz, zajmując się głównie zagadnieniami ekonomicznymi, szczególnie gospodarką morską.
Od 1980 Jerzy Redlich, Andrzej Bober i Andrzej Zaporowski tworzyli „Listy o Gospodarce” – w tamtych czasach najpopularniejszy program publicystyczny w TVP.
Od 1997 do 2004 rosyjskojęzyczny korespondent Radia Svoboda. Od 1999 współredagował rosyjskojęzyczny miesięcznik „Nowaja Polsza”.
Jego siostrą była dr Zofia Piskorska (zm. 2019).

## Twórczość
- 1967 – „Bliski Nieznany Kraj”, wyd. Książka i Wiedza
- 1980 – „Moskiewskie ABC”,  wyd. Iskry
- 1988 – „Wybuch Kontrolowany”, wyd. Krajowa Agencja Wydawnicza

## Tłumaczenia[6]
- 2004 – „Ukraina to nie Rosja”, autor Łeonid Kuczma, wyd. Platan
- 2008 – „Obcy element”, autor Oleg Zakirow, wyd. Rebis
- 2009 – „Asan”, autor Wladimir Makanin,wyd. Rebis
- 2009 – „Moskwa kwa- kwa”, autor Wasilij Aksionow, wyd. Świat Książki
- 2010 – „23 czerwca – Dzień M”, autor Mark Sołonin, wyd. Rebis
- 2011 – „Będę walczył o wolność”, autor  Michaił Chodorkowski, wyd. Albatros
- 2011 – „25 czerwca – głupota czy agresja?”, autor Mark Sołonin, wyd. Rebis
- 2012 – „Daniel Stein”, autorka Ludmiła Ulicka, wyd. Świat Książki
- 2013 – „Zielony namiot”, autorka Ludmiła Ulicka, wyd. Świat Książki
- 2013 – „Dom, w którym…”, autor Mariam Petrosjan, wyd. Albatros
- 2015 – „Trzecia wojna światowa? Bitwa o Ukrainę”, autor Jurij Felsztinski, Michaił Stanczew, wyd. Rebis

## Filmografia[7]
- 1996 – „Żołnierze Fuehrera podbijają Polskę”, prod. TVP
- 1997 – „Cios w plecy”, prod. TVP